# Malters
Malters es una comuna suiza del cantón de Lucerna, situada en el distrito de Lucerna. Limita al norte con las comunas de Ruswil y Neuenkirch, al este con Lucerna, al sur con Kriens y Schwarzenberg, y al oeste con Entlebuch y Werthenstein.